# Préguillac
Préguillac est une commune du sud-ouest de la France, située dans le département de la Charente-Maritime (région Nouvelle-Aquitaine).
Ses habitants sont appelés les Préguillacais et les Préguillacaises.

## Géographie

### Description
La commune de Préguillac se situe dans le centre du département de la Charente-Maritime, en région Nouvelle-Aquitaine, dans l’ancienne province de Saintonge. Appartenant au Midi de la France — on parle plus précisément de « Midi atlantique », elle est au cœur de l’arc atlantique.

### Communes limitrophes
|        | Les Gonds  |          |
| Thénac | Préguillac | Berneuil |
|        | Tesson     |          |

## Urbanisme

### Typologie
Au 1er janvier 2024, Préguillac est catégorisée commune rurale à habitat dispersé, selon la nouvelle grille communale de densité à 7 niveaux définie par l'Insee en 2022.
Elle est située hors unité urbaine. Par ailleurs la commune fait partie de l'aire d'attraction de Saintes, dont elle est une commune de la couronne,. Cette aire, qui regroupe 62 communes, est catégorisée dans les aires de 50 000 à moins de 200 000 habitants,.

### Occupation des sols
L'occupation des sols de la commune, telle qu'elle ressort de la base de données européenne d’occupation biophysique des sols Corine Land Cover (CLC), est marquée par l'importance des territoires agricoles (75,6 % en 2018), une proportion sensiblement équivalente à celle de 1990 (74,8 %). La répartition détaillée en 2018 est la suivante : 
terres arables (46,2 %), zones agricoles hétérogènes (29,3 %), forêts (20,6 %), zones urbanisées (3,8 %). L'évolution de l’occupation des sols de la commune et de ses infrastructures peut être observée sur les différentes représentations cartographiques du territoire : la carte de Cassini (XVIIIe siècle), la carte d'état-major (1820-1866) et les cartes ou photos aériennes de l'IGN pour la période actuelle (1950 à aujourd'hui).

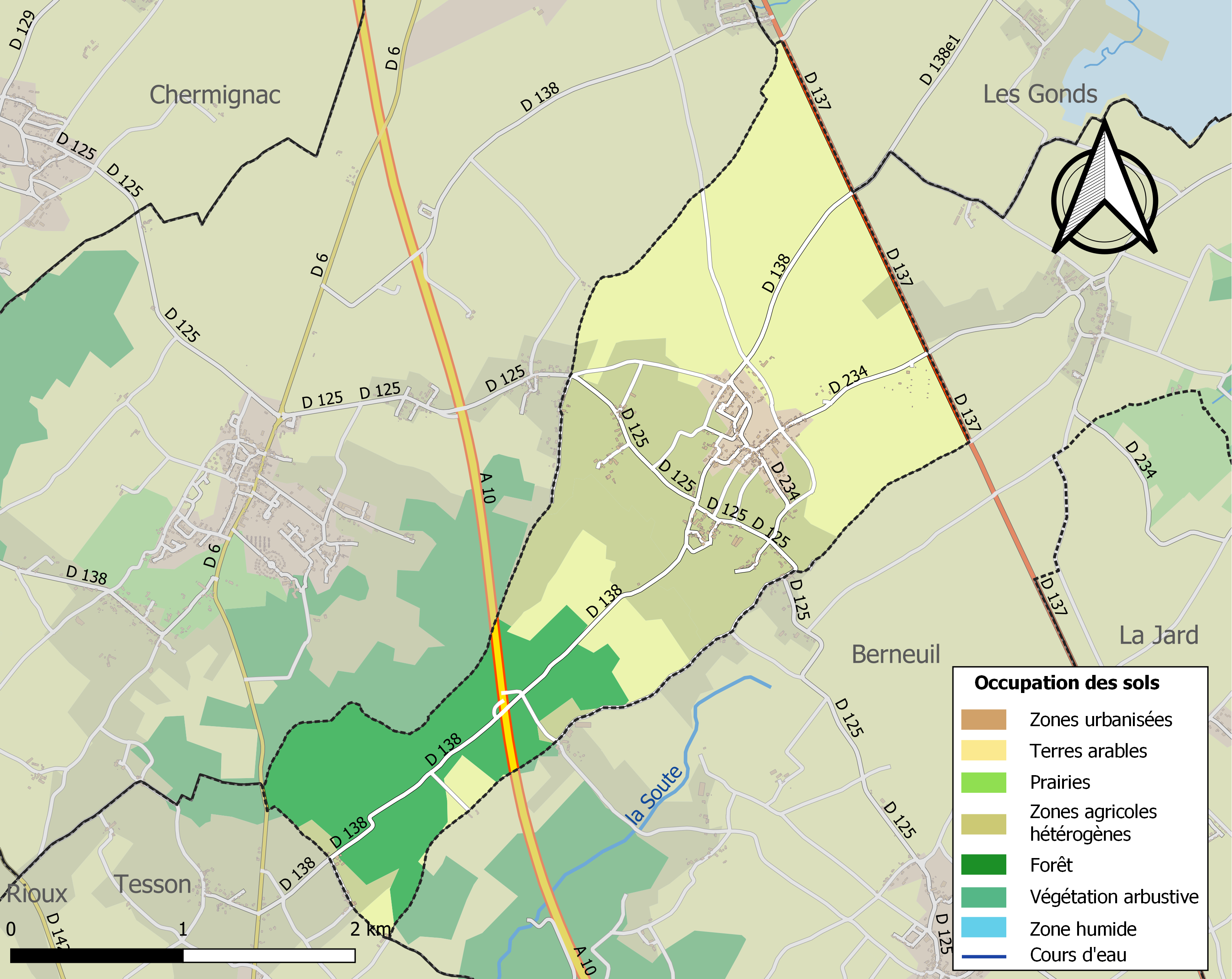
Carte des infrastructures et de l'occupation des sols de la commune en 2018 (CLC).

### Habitat et logement
En 2018, le nombre total de logements dans la commune était de 209, alors qu'il était de 198 en 2013 et de 174 en 2008.
Parmi ces logements, 93,8 % étaient des résidences principales, 1,4 % des résidences secondaires et 4,8 % des logements vacants. Ces logements étaient pour 97,6 % d'entre eux des maisons individuelles et pour 1,4 % des appartements.
Le tableau ci-dessous présente la typologie des logements à Préguillac en 2018 en comparaison avec celle de la Charente-Maritime et de la France entière. Une caractéristique marquante du parc de logements est ainsi une proportion de résidences secondaires et logements occasionnels (1,4 %) inférieure à celle du département (22,1 %) et à celle de la France entière (9,7 %). Concernant le statut d'occupation de ces logements, 79,1 % des habitants de la commune sont propriétaires de leur logement (74,9 % en 2013), contre 65,2 % pour la Charente-Maritime et 57,5 % pour la France entière.
| Typologie                                               | Préguillac | Charente-Maritime | France entière |
| ------------------------------------------------------- | ---------- | ----------------- | -------------- |
| Résidences principales (en %)                           | 93,8       | 70,7              | 82,1           |
| Résidences secondaires et logements occasionnels (en %) | 1,4        | 22,1              | 9,7            |
| Logements vacants (en %)                                | 4,8        | 7,1               | 8,2            |

### Risques majeurs
Le territoire de la commune de Préguillac est vulnérable à différents aléas naturels : météorologiques (tempête, orage, neige, grand froid, canicule ou sécheresse), mouvements de terrains et séisme (sismicité faible). Il est également exposé à un risque technologique,  le transport de matières dangereuses. Un site publié par le BRGM permet d'évaluer simplement et rapidement les risques d'un bien localisé soit par son adresse soit par le numéro de sa parcelle, mais aucune inondations car la commune se situe sur une colline.

#### Risques naturels
Certaines parties du territoire communal sont susceptibles d’être affectées par le risque d’inondation par débordement de cours d'eau, notamment la Boutonne. La commune a été reconnue en état de catastrophe naturelle au titre des dommages causés par les inondations et coulées de boue survenues en 1982, 1999 et 2010,.

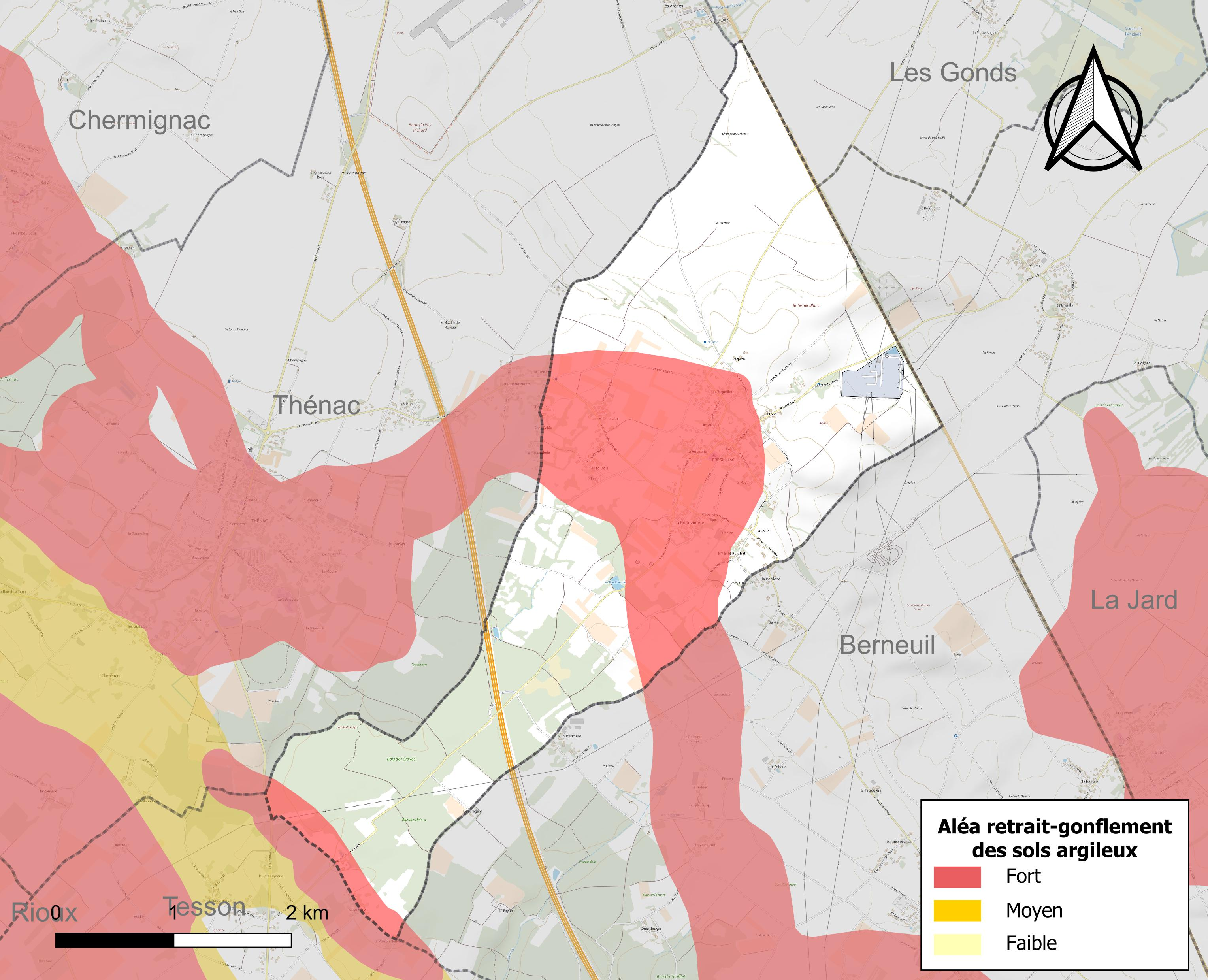
Carte des zones d'aléa retrait-gonflement des sols argileux de Préguillac.

Les mouvements de terrains susceptibles de se produire sur la commune sont des tassements différentiels.
Le retrait-gonflement des sols argileux est susceptible d'engendrer des dommages importants aux bâtiments en cas d’alternance de périodes de sécheresse et de pluie. 27,5 % de la superficie communale est en aléa moyen ou fort (54,2 % au niveau départemental et 48,5 % au niveau national). Sur les 204 bâtiments dénombrés sur la commune en 2019,  164 sont en aléa moyen ou fort, soit 80 %, à comparer aux 57 % au niveau départemental et 54 % au niveau national. Une cartographie de l'exposition du territoire national au retrait gonflement des sols argileux est disponible sur le site du BRGM,.
Par ailleurs, afin de mieux appréhender le risque d’affaissement de terrain, l'inventaire national des cavités souterraines permet de localiser celles situées sur la commune.
Concernant les mouvements de terrains, la commune a été reconnue en état de catastrophe naturelle au titre des dommages causés par des mouvements de terrain en 1999 et 2010.

#### Risques technologiques
Le risque de transport de matières dangereuses sur la commune est lié à sa traversée par une ou des infrastructures routières ou ferroviaires importantes ou la présence d'une canalisation de transport d'hydrocarbures. Un accident se produisant sur de telles infrastructures est susceptible d’avoir des effets graves sur les biens, les personnes ou l'environnement, selon la nature du matériau transporté. Des dispositions d’urbanisme peuvent être préconisées en conséquence.

## Toponymie
Le toponyme est caractéristique des toponymes en -ac, la première partie est issue d'un anthroponyme gallo-romain, suivi par le suffixe -acum.

## Histoire

### Préhistoire
Des premières fouilles sont réalisées par Louis-René Nougier en 1965 sur le site du Clône Flanquet. L’archéologue Claude Burnez y fait la découverte d’outils du Campignien.
À l’occasion de gros travaux d’aménagement d’un poste électrique à haute tension sur la commune, des fouilles ont été entreprises en 1988 sur le site de Pédeau. En 2005 et 2006, le lieu-dit les Arnoux est également fouillé en prévision de la construction d’un lotissement pavillonnaire.
- Le Pédeau : les fouilles de 1988 ont permis de découvrir les traces d’un habitat de l’Âge du fer, à l’époque Protohistorique, c’est-à-dire de -800 à -400[19],[20].
- Les Arnoux : au nord-ouest se trouve un site néolithique contemporain de la civilisation de Peu-Richard tout proche (Thénac distante de 3 km) d’environ 3000 av. J.-C. Seule une petite zone a été mise à jour, la majeure partie restante étant située au-delà la route du moulin[21]. Sur la partie sud-est, ce sont des traces d’une occupation à l’époque du haut Moyen Âge vers 800.

## Politique et administration

### Rattachements administratifs et électoraux

#### Rattachements administratifs
La commune se trouve depuis 1926 dans l'arrondissement de Saintes du département de la Charente-Maritime.
Elle faisait partie de 1801 à 1985  du canton de Saintes-Sud, année où elle intègre le canton de Saintes-Ouest. Dans le cadre du redécoupage cantonal de 2014 en France, cette circonscription administrative territoriale a disparu, et le canton n'est plus qu'une circonscription électorale.

#### Rattachements électoraux
Pour les élections départementales, la commune fait partie depuis 2014 du canton de Thénac
Pour l'élection des députés, elle fait partie de la troisième circonscription de la Charente-Maritime.

### Intercommunalité
Préguillac  était membre de la communauté de communes du Pays Santon, un établissement public de coopération intercommunale (EPCI) à fiscalité propre et auquel la commune avait transféré un certain nombre de ses compétences, dans les conditions déterminées par le code général des collectivités territoriales.
Conformément aux prescriptions de la loi de réforme des collectivités territoriales du 16 décembre 2010, qui a prévu le renforcement et la simplification des intercommunalités et la constitution de structures intercommunales de grande taille, cette intercommunalité a fusionné avec sa voisine pour former, le 1er janvier 2013, la communauté d'agglomération de Saintes, dont est désormais membre la commune.

### Liste des maires
| Période                                  | Période                        | Identité          | Étiquette | Qualité                    |
| ---------------------------------------- | ------------------------------ | ----------------- | --------- | -------------------------- |
| Les données manquantes sont à compléter. |                                |                   |           |                            |
| 1995                                     | mai 2020                       | Bernard Machefert | DVG       | Retraité de l'enseignement |
| mai 2020                                 | 2022                           | Raymond Mohsen    |           | Démissionnaire             |
| novembre 2022                            | En cours (au 16 décembre 2022) | Martine Mirande   |           | Cadre de santé retraitée   |

## Équipements et services publics
Quelques services sont proposés au sein de la commune, notamment une épicerie multi-services et bar dans l’ancienne école communale, une bibliothèque-médiathèque et le centre de loisirs Préguineuil.

### Enseignement
Une école primaire, nommée en l’honneur du physicien français Pierre-Gilles-de-Gennes est ouverte à la rentrée 2008. Elle remplace les deux bâtiments qui formaient l’ancienne école, réaffectés en épicerie et mairie du village.

## Population et société

### Évolution démographique
L'évolution du nombre d'habitants est connue à travers les recensements de la population effectués dans la commune depuis 1793. Pour les communes de moins de 10 000 habitants, une enquête de recensement portant sur toute la population est réalisée tous les cinq ans, les populations de référence des années intermédiaires étant quant à elles estimées par interpolation ou extrapolation. Pour la commune, le premier recensement exhaustif entrant dans le cadre du nouveau dispositif a été réalisé en 2008.

En 2022, la commune comptait 438 habitants, en évolution de −4,37 % par rapport à 2016 (Charente-Maritime : +4,04 %, France hors Mayotte : +2,11 %).
| 1793 | 1800 | 1806 | 1821 | 1831 | 1836 | 1841 | 1846 | 1851 |
| ---- | ---- | ---- | ---- | ---- | ---- | ---- | ---- | ---- |
| 718  | 688  | 678  | 519  | 554  | 534  | 524  | 507  | 488  |

| 1856 | 1861 | 1866 | 1872 | 1876 | 1881 | 1886 | 1891 | 1896 |
| ---- | ---- | ---- | ---- | ---- | ---- | ---- | ---- | ---- |
| 450  | 446  | 457  | 408  | 395  | 372  | 375  | 334  | 321  |

| 1901 | 1906 | 1911 | 1921 | 1926 | 1931 | 1936 | 1946 | 1954 |
| ---- | ---- | ---- | ---- | ---- | ---- | ---- | ---- | ---- |
| 313  | 275  | 276  | 273  | 236  | 228  | 209  | 212  | 190  |

| 1962 | 1968 | 1975 | 1982 | 1990 | 1999 | 2006 | 2008 | 2013 |
| ---- | ---- | ---- | ---- | ---- | ---- | ---- | ---- | ---- |
| 240  | 244  | 243  | 278  | 305  | 323  | 396  | 417  | 458  |

| 2018 | 2022 | - | - | - | - | - | - | - |
| ---- | ---- | - | - | - | - | - | - | - |
| 443  | 438  | - | - | - | - | - | - | - |

### Manifestations culturelles et festivités
Le 30 juillet 2013, l’église Sainte-Eulalie a été mise à l’honneur à l'occasion des Nuits romanes. Le programme ayant été un succès d’affluence pour la commune, l’église est l’objet d'une seconde édition, le même jour, en 2014[réf. souhaitée].

### Vie associative
La commune de Préguillac est le lieu de rencontre de nombreuses associations, comme des groupes de conversation anglaise, des associations sportives et d’une troupe de théâtre amateur, les Préglissants. L’Association Familiale Rurale propose des ateliers de décoration et de loisirs, un Club de l’amitié regroupe les aînés du village tous les mercredis de l’année pour des moments conviviaux.
L’association Préguifiesta est chargée de l’organisation du dîner de la Saint-Sylvestre. Préguillac fait partie d’un regroupement de communes, avec Chermignac et Thénac pour la création d’un festival écolier appelé Préchernac. Il a lieu en fin d’année scolaire sur l’une des trois communes.

## Culture locale et patrimoine

### Lieux et monuments

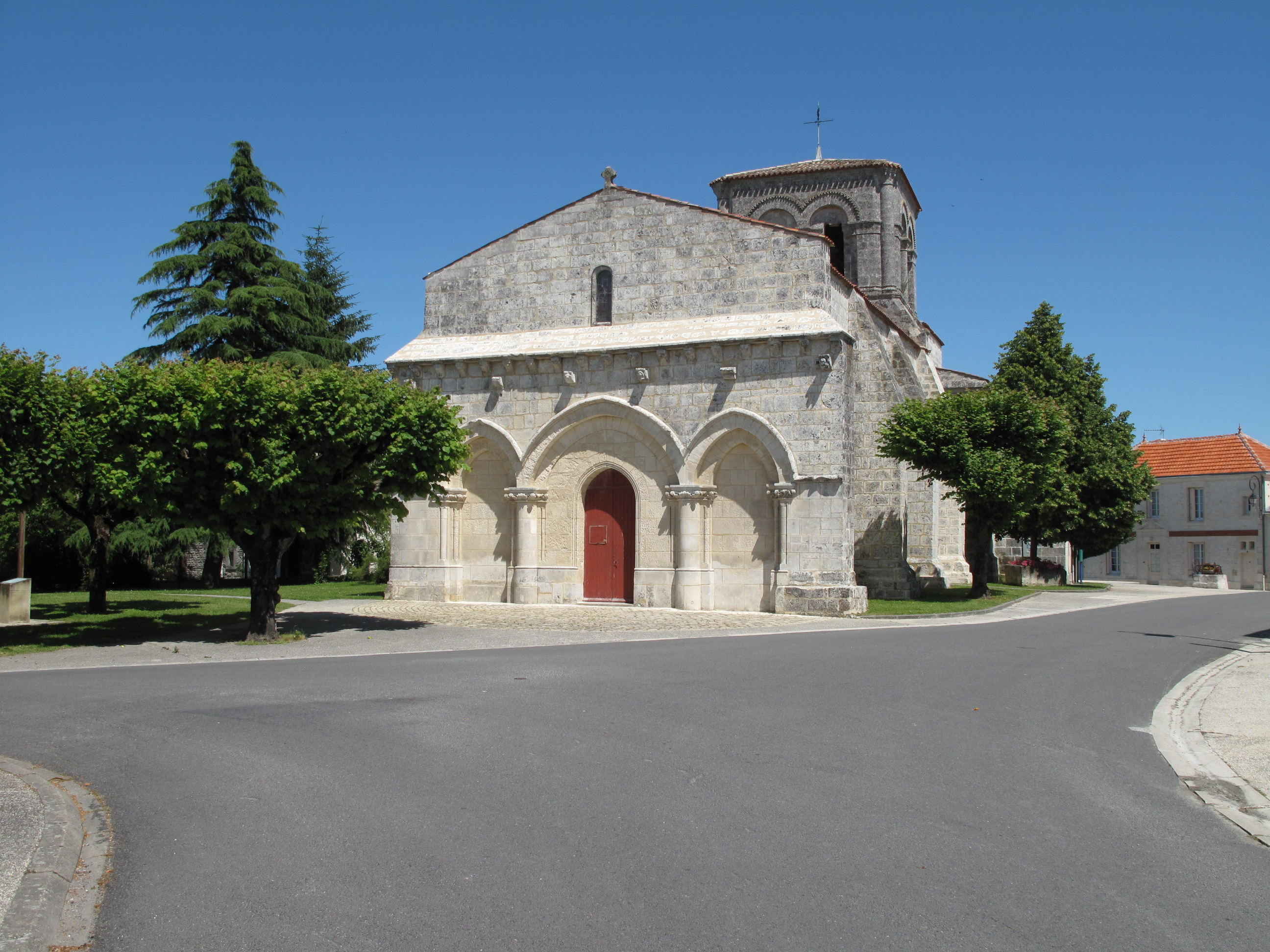
Église de Préguillac.

- L' Église Sainte-Eulalie, inscrite aux monuments historiques depuis 1978[28] : 
Cette église romane est bâtie entre le XIe et le XIIe siècle, en plein Moyen Âge, période probable de l’édification du village. Cette église se trouvait autrefois sur la voie romaine reliant les villes de Pons et de Saintes.
Son nom prend son origine dans l’histoire de Sainte Eulalie, vierge et martyre originaire d’Espagne qui fut persécutée par l’Empire romain à la fin du IIIe siècle après Jésus-Christ. Son martyre est raconté dans Le Chant d'Eulalie, composée de 29 versets.
Une crypte ossuaire est présente sous l’autel de l’église. Des sépultures antiques ont été mises au jour aux environs de l’édifice et certaines d’entre elles, dit-on, ont été retrouvées en position debout[29],[30].

L’église originelle avait un prolongement en bois de 15 mètres qui a brûlé en l'an 1589 et qui n’a depuis jamais été reconstruit ;
La cloche originelle de l’église avait été baptisée Angélique en juillet 1656[réf. nécessaire].
Les travaux de rénovation de l’église Sainte-Eulalie se sont déroulés en plusieurs temps depuis les années 1990}
- En premier lieu, la rénovation est faite sur le clocher de l’église et certains extérieurs, de 1990 à 1994 ;
- en 2008, le porche de l’église et les façades nord et ouest sont rénovés ;
- en 2012 et 2013, les façades est et sud sont rénovées, nettoyées et réparées.

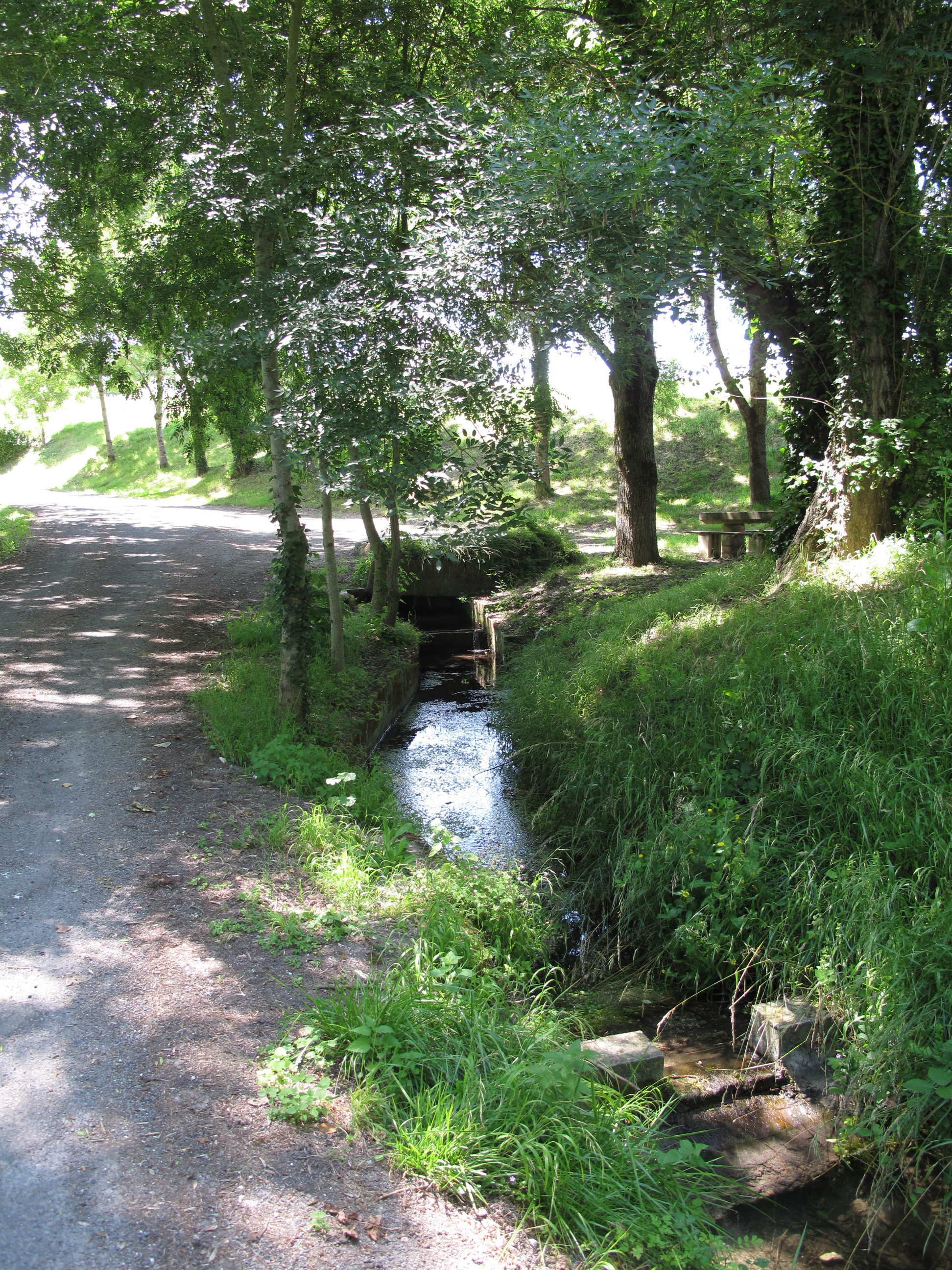
Source du village de Préguillac.

- La fontaine de Préguillac se situe au pied de la colline, à la sortie du village. Une source d’eau claire y coule en continu. C’était jusqu’au XXe siècle un lieu utilisé par les agriculteurs pour y puiser de l’eau pour leurs plantations et leurs animaux.
On trouve aussi sur le site deux mares, de l’autre côté du chemin qui borde la source.
- Chemin de Saint-Jacques-de-Compostelle  : 
Le village de Préguillac est traversé sur une longueur d’environ trois kilomètres par ce chemin rural et historique, reliant Paris et Compostelle, la Via Turonensis. Cette route est bornée par trois fois sur la commune de Préguillac par une stèle où est taillée une coquille Saint-Jacques, symbole utilisé par les pèlerins pour s’identifier, mais aussi en référence à Saint Jacques de Zébédée auquel le pèlerinage est voué.

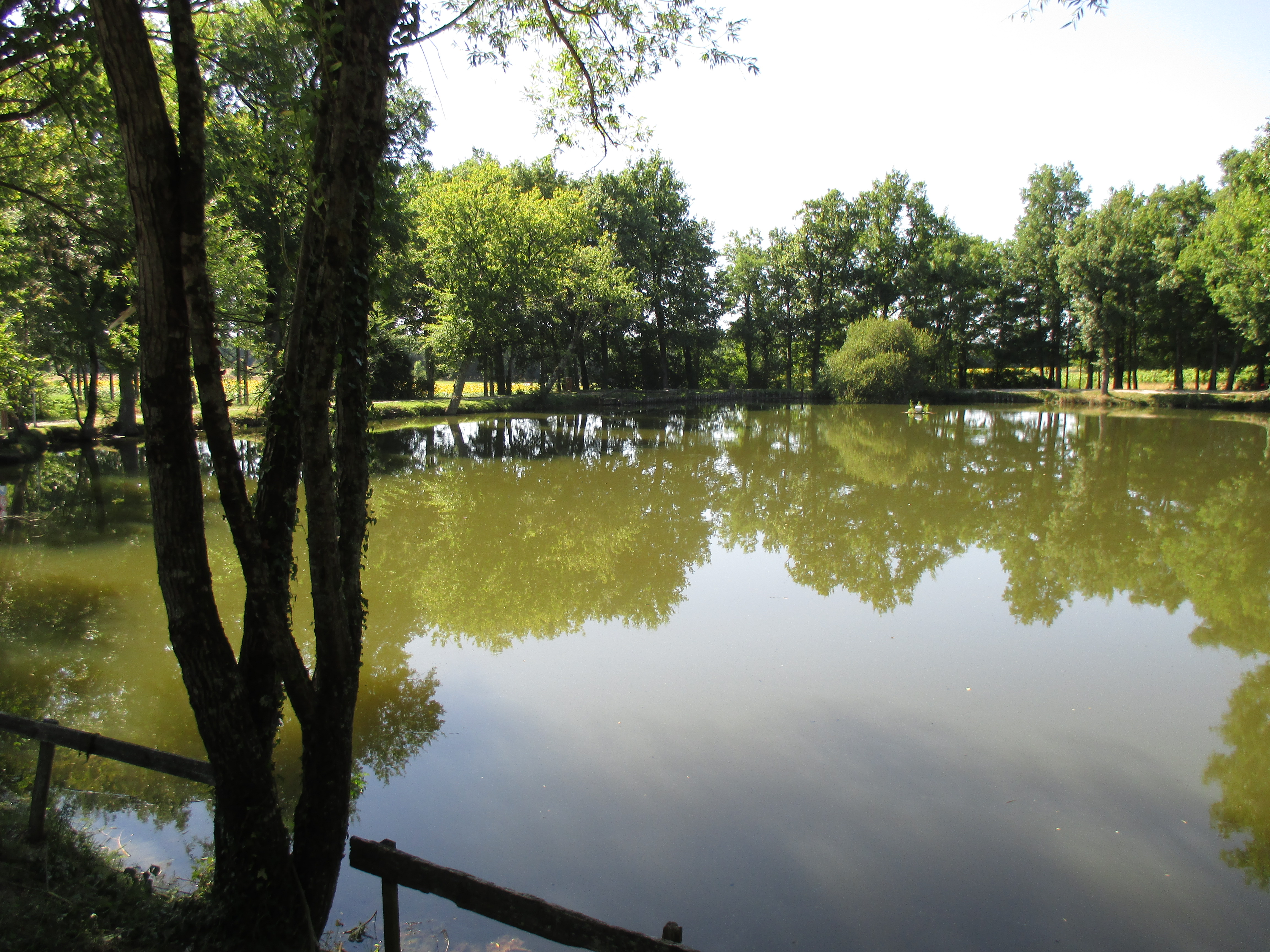
Vue du Clône Flanquet, à Préguillac

- L'étang communal du Clône Flanquet, situé à la sortie sud du village, en direction de la commune de Tesson. C’est un lieu ombragé propriété de la commune et géré par une association de pêche locale. Il s’agit d'un ancien lieu archéologique dans lequel des fouilles ont été réalisées durant l'année 1965, des outils du Campignien ont été mis au jour. Parmi eux, nombre de grattoirs, pointes, burins, perçoirs et de nombreuses céramiques[16].
L’étang communal fait tous les ans l’objet d'un concours de pêche organisé par le comité des fêtes.

### Héraldique
| Blason de Préguillac | Blason  | D’azur à la barre d’or chargée en chef d’un pèlerin d’argent, vêtu de gueules, le bourdon, le chapeau et les sandales de sable, et en pointe d’une coquille d’argent, accompagnée en pointe de l’église du lieu d’argent posée en perspective, le tout enfermé dans une filière cousue de gueules. |
| Blason de Préguillac | Détails | Le statut officiel du blason reste à déterminer. |